# Rów Południowoszetlandzki
Rów Południowoszetlandzki (ang. South Shetland Trough) – rów oceaniczny na Oceanie Południowym. Jest pozostałością po strefie subdukcji, gdzie nieistniejąca już płyta tektoniczna Phoenix, obecnie część płyty antarktycznej, subdukowała pod Półwysep Antarktyczny i Szetlandy Południowe. Jego nazwa pochodzi od nazwy sąsiedniego archipelagu Szetlandów Południowych i została zaakceptowana przez organizację Advisory Committee for Undersea Features w październiku 1977 roku. 